# مارکو سارور
مارکو سارور (اسپانیایی: Marko Zaror‎؛ زادهٔ ۱۰ ژوئن ۱۹۷۸) بازیگر و بدل‌کار اهل شیلی است.
سارور در سانتیاگو، شیلی متولد شد ولی اکنون درلس آنجلس زندگی می‌کند. او از شش سالگی شروع به تمرین در هنرهای رزمی کرد. ورزش های اصلی او تکواندو و کیک‌بوکسینگ است و همچنین دارای کمربند مشکی در جودو و آیکیدو و کمربند سبز در شوتوکان را دارد. 
سارور در چندین فیلم اکشن اسپانیایی زبان مانند؛ چینانگو و کیلترو ظاهر شده است و در فیلم از پا افتاده در سال ۲۰۰۳ به عنوان بدل‌کار برای دوئین جانسون بازی کرده است. در سال ۲۰۱۰ او در فیلم شکست‌ناپذیر ۳: رستگاری نقش زندانی/جنگجوی خونخوار کلمبیایی رائول "دولور" کوئینونز را بازی کرد که اولین فیلم آمریکایی او بود و اولین باری بود که در یک فیلم انگلیسی صحبت کرد زیرا قبلاً بدل‌کار بود. و در سال ۲۰۱۴ نقش اصلی فیلم نجات دهنده را ایفا کرد.
سارور برای بهبود عملکرد خود از یک رژیم غذایی کم کربوهیدرات پیروی می‌کند و برای مدت کوتاهی در سال ۲۰۱۶، به دلایل اخلاقی، محیطی و بهداشتی آن را با رژیم گیاهخواری ترکیب کرد اما بعداً رژیم گوشتخواران را پذیرفت.

## گزیده آثار بازیگری
- کیلترو (۲۰۰۶)
- شکست‌ناپذیر ۳ (۲۰۱۰)
- ماچته می‌کشد (۲۰۱۳)
- نجات دهنده (۲۰۱۴)
- سگ وحشی (۲۰۱۷)
- نامیرا (۲۰۲۰)
- مشت کندور (۲۰۲۳)
- جان ویک: بخش ۴ (۲۰۲۳)
- مبارزه یا پرواز (۲۰۲۵)